# استان اولوموتس
منطقه اولوموتس (به لاتین: Olomouc Region) یک منطقه در جمهوری چک است که در Central Moravia واقع شده‌است.

## خصوصیات
منطقه اولوموتس ۵٬۲۶۶٫۵۷ کیلومترمربع مساحت و ۶۴۷٬۷۷۰ نفر جمعیت دارد.